# Wolrad Wolff

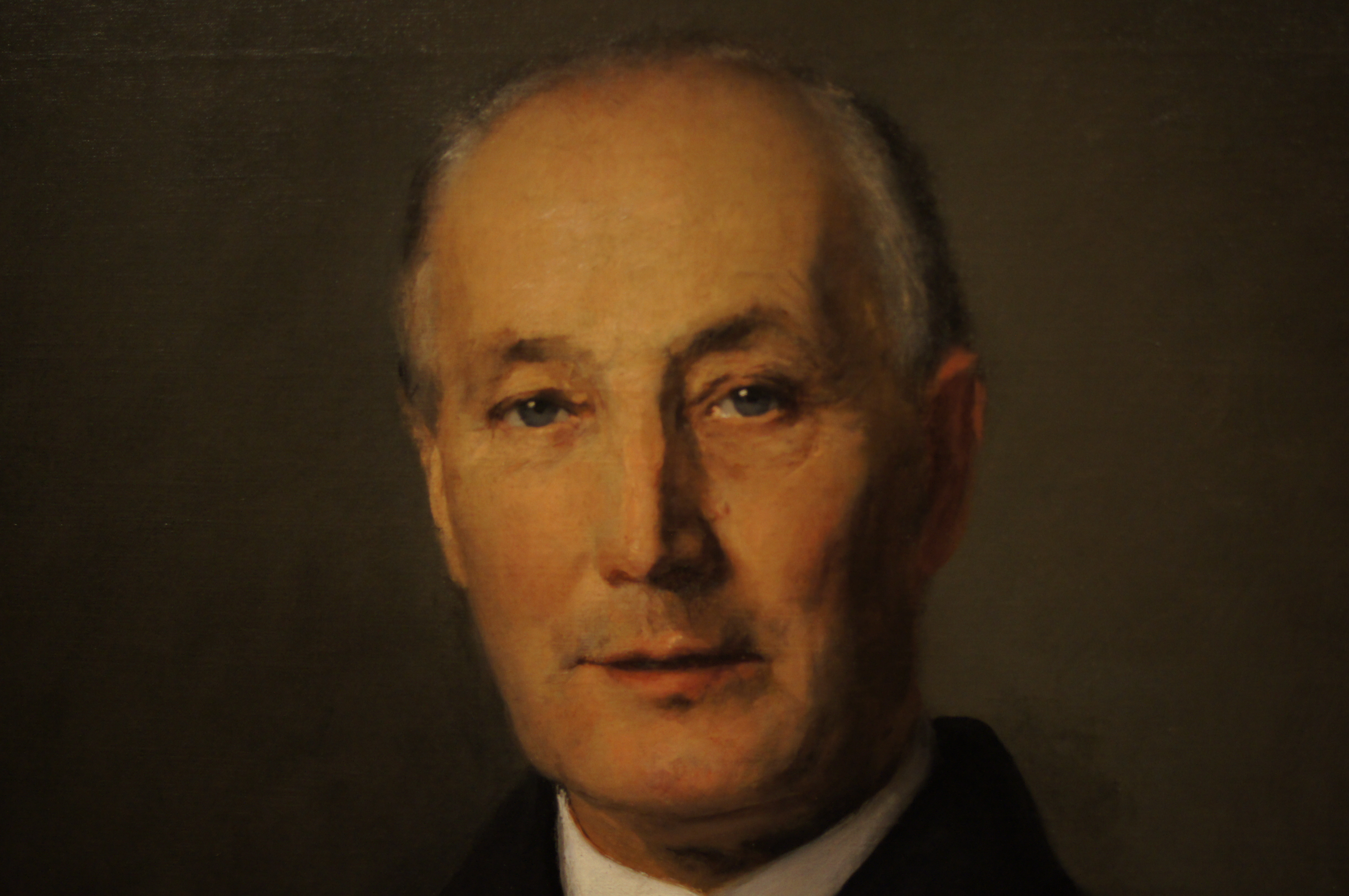
Wolrad Wolff, Ausschnitt aus einem Gemälde in der Schlosskirche (Schwerin)

Wolrad Ludwig Moritz Friedrich Wolff (* 15. November 1842 in Pyrmont; † 18. Juli 1934 in Schwerin) war ein deutscher evangelisch-lutherischer Geistlicher und Oberhofprediger am großherzoglichen Hof von Mecklenburg-Schwerin.

## Leben
Wolff war ein Sohn des Pyrmonter Superintendenten Adam Wolff (1810–1854) und seiner Frau Johanna, geb. Freybe (1814–1896). Er besuchte das Evangelisch Stiftische Gymnasium Gütersloh, wo er 1862 auch die Reifeprüfung ablegte. Er studierte anschließend Evangelische Theologie an den Universitäten Erlangen, Greifswald und Rostock. Zu Michaelis 1865 bestand er das erste theologische Exmen in Arolsen. Er wurde während seines Studiums 1862 Mitglied der christlichen Studentenverbindung Uttenruthia Erlangen. 1868 war er Hauslehrer in Teschow (heute Ortsteil von Teterow) und wurde noch im gleichen Jahr als Konrektor nach Bad Doberan berufen. 1870 legte er sein zweites theologisches Examen ab und wurde im Güstrower Dom zum Pastor ordiniert.
Er wurde Instruktor bei Herzog Johann Albrecht und begleitete ihn nach Dresden auf das Vitzthumsche Gymnasium. Von 1874 bis 1882 wirkte er als Pastor in Slate (heute Ortsteil von Parchim) und von 1882 bis 1892 als zweiter Pastor an der Stadt- und Hofkirche in Ludwigslust. Ab 1882 war er Mitglied im Verein für mecklenburgische Geschichte und Altertumskunde.
1892 wurde er zum Hofprediger an der Schlosskirche in Schwerin berufen. Hier war er für die Kasualien des großherzoglichen Hauses verantwortlich. Er hielt unter anderem die Trauerfeier für Herzog Friedrich Wilhelm zu Mecklenburg, die Trauung von Christian X. und Alexandrine zu Mecklenburg und die Konfirmation von Herzogin Cecilie zu Mecklenburg. 1898 stieg er zum Oberhofprediger auf; er wurde 1910 Konsistorialrat und 1912 Geheimer Konsistorialrat. 1919 trat er in den Ruhestand.
1899 verlieh ihm die Theologische Fakultät der Universität Rostock die Ehrendoktorwürde.
Der Lehrer und Politiker Friedrich Franz Wolff war sein Sohn.

## Auszeichnungen
- Friedrich-Franz-Alexandra-Kreuz[4]
- Gedächtnismedaille für Großherzog Friedrich Franz III.
- Preußischer Kronenorden II. Klasse
- Roter Adlerorden III. Klasse
- Komturkreuz I. Klasse des Ordens Heinrichs des Löwen
- Ritter I. Klasse des Oldenburgischen Haus- und Verdienstordens des Herzogs Peter Friedrich Ludwig
- Kommandeur des Dannebrogordens
- Kommandeur des Bulgarischen Zivilverdienstordens

## Werke
Seiner Stellung angemessen sind von Wolrad Wolff vor allem Kasual-Predigten erhalten.
- Habe deine Lust am HErrn! Taufrede bei der Taufe des Herzogs Friedrich Franz Michael zu Mecklenburg-Schwerin, geh. in Palermo den 26. Mai 1882. 1882
- Reden gehalten bei der Trauerfeier für den Oberkirchenraths-Präsidenten D. Kliefoth am 31. Januar 1895. 1895
- Rede am Sarge der Frau Minister Leopoldine von Bülow, geb. von Lücken. 1896
- Rede am Sarge des Kammersängerdirektors z. d. Ernst von Witzendorff am 19. Februar 1896 gehalten. 1896
- Ich will Dich segnen und du sollst ein Segen sein! : Traurede zur Vermählungs-Feier ... des Erbgroßherzogs Friedrich August von Oldenburg mit ... der Herzogin Elisabeth zu Mecklenburg am 24. October 1896 gehalten in der Schloßkirche zu Schwerin. 1896
- Rede am Sarge weiland Seiner Hoheit des Herzogs Friedrich Wilhelm zu Mecklenburg … Bei der Beisetzung im Dom zu Schwerin am 5. October 1897. 1897
- Rede bei der Trauung ... des Prinzen Christian von Dänemark mit ... der Herzogin Alexandrine zu Mecklenburg gehalten in Cannes .... am 26. April 1898. 1898
- Befiehl dem Herrn deine Wege: Rede bei der Konfirmation ... der Herzogin Cecilie zu Mecklenburg gehalten in der Schloßkirche zu Schwerin am 3. Juli 1903. 1903
- Rede zum Gedächtnis des am 26. Mai 1857 erfolgten feierlichen Einzuges S. K. G. des Großherzogs Friedrich Franz II u. seiner Gemahlin Auguste in das wiederhergestellte Schloß zu Schwerin. 1907
- Rede am Sarge weiland Ihrer Hoheit der Frau Herzogin Johann Albrecht zu Mecklenburg, Elisabeth Prinzessin v. Sachsen-Weimar-Eisenach … gehalten in der Schloßkirche zu Schwerin am 15. Juli 1908. 1908
- Rede bei der Trauung Sr. H. des Herzogs Johann Albrecht zu Mecklenburg … mit I. Durchl. der Prinzessin Elisabeth zu Stolberg-Roßla am 15. Dezember 1909, gehalten im Dom zu Braunschweig. 1909